# Pheidole sikorae
Pheidole sikorae är en myrart som beskrevs av Auguste-Henri Forel 1891. Pheidole sikorae ingår i släktet Pheidole och familjen myror.

## Underarter
Arten delas in i följande underarter:
- P. s. litigiosa
- P. s. sikorae

## Bildgalleri

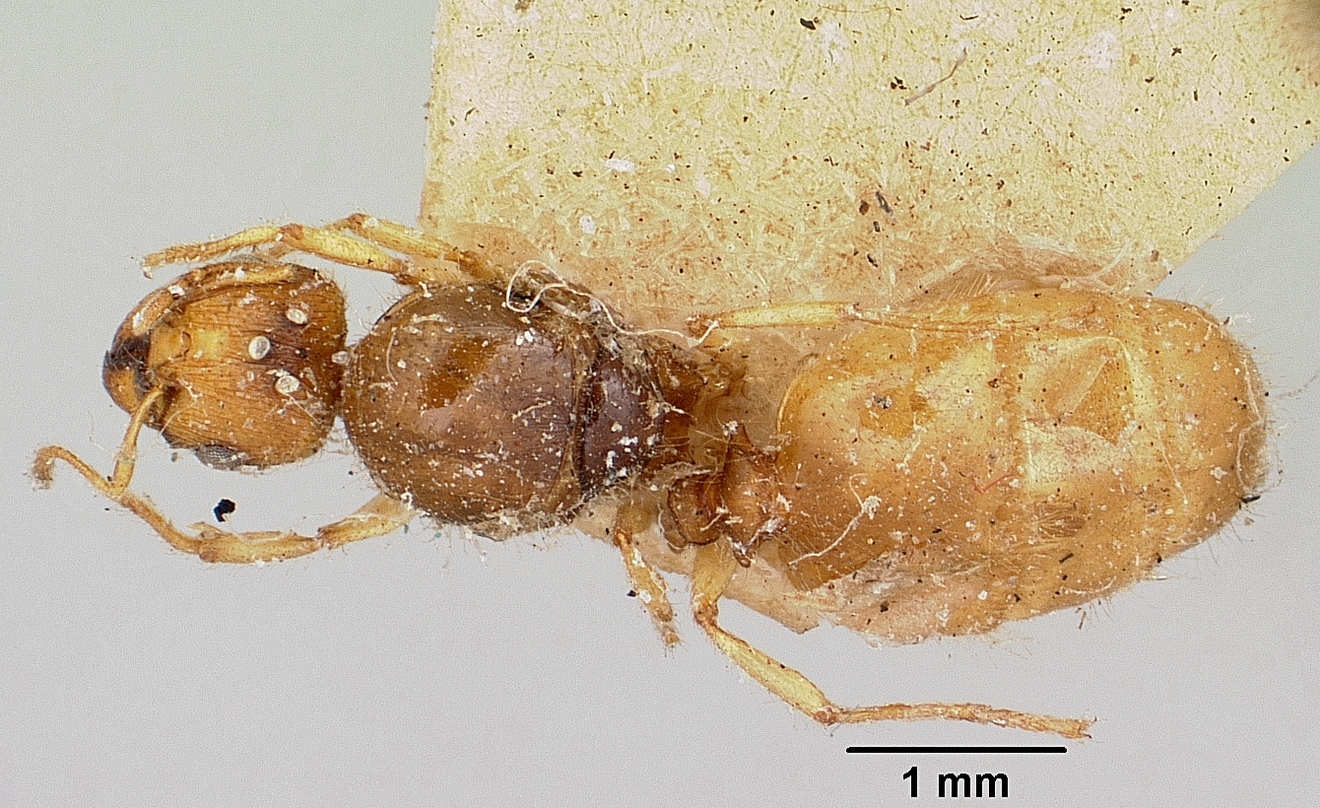
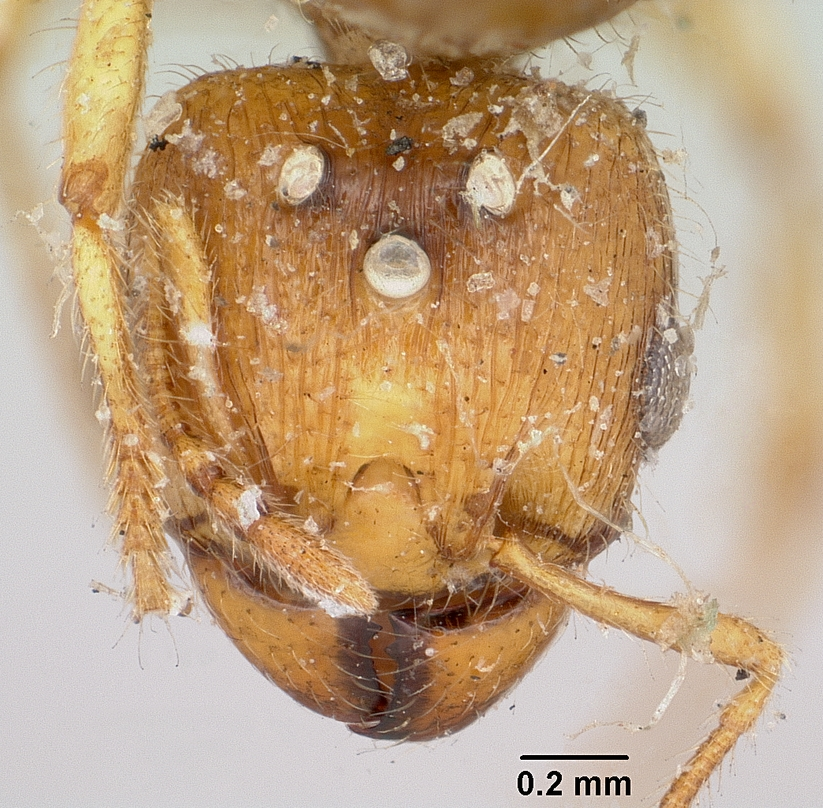
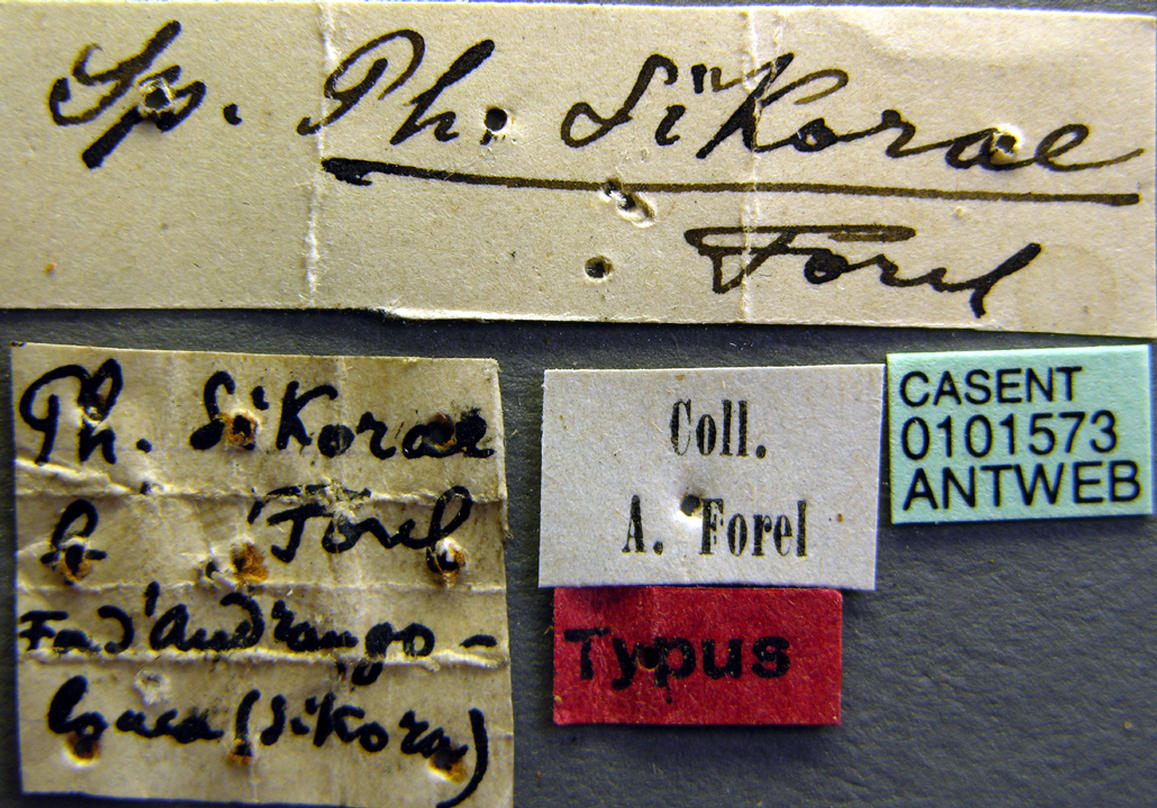
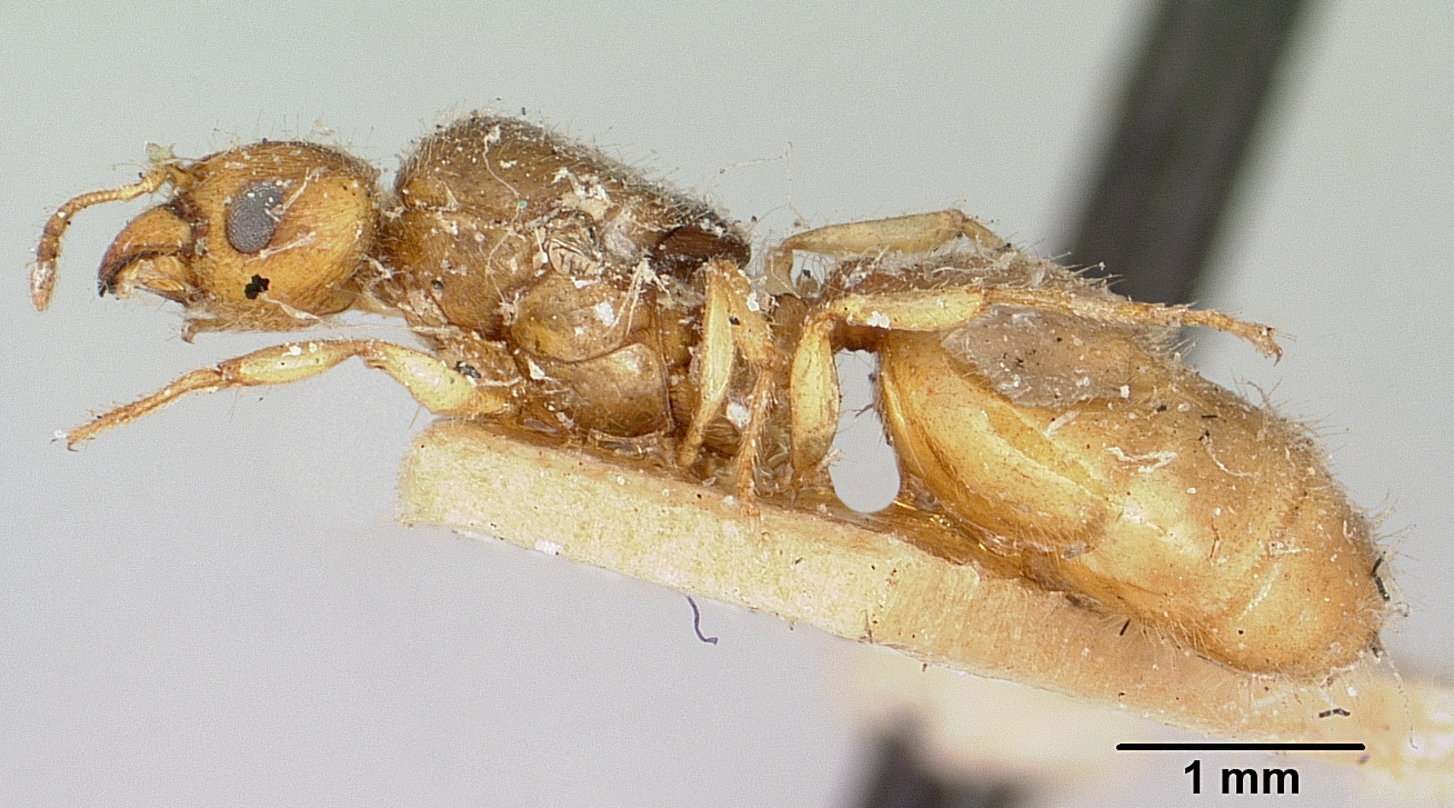
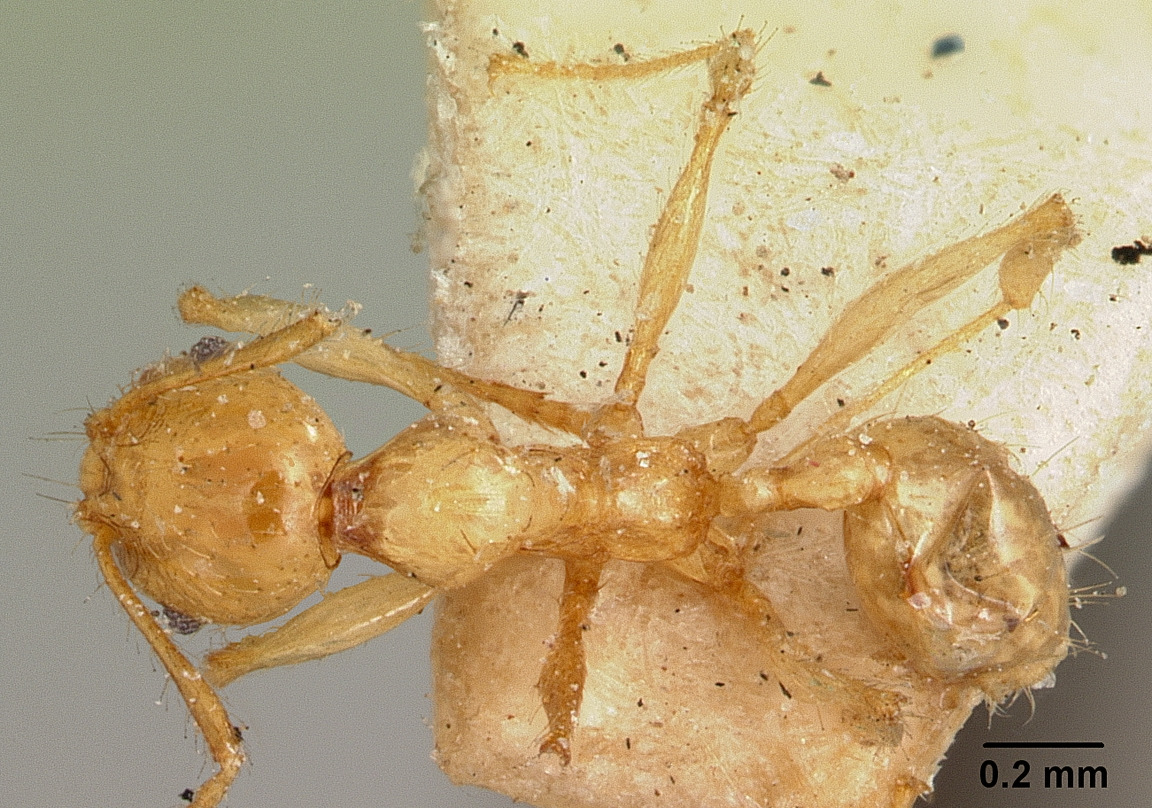
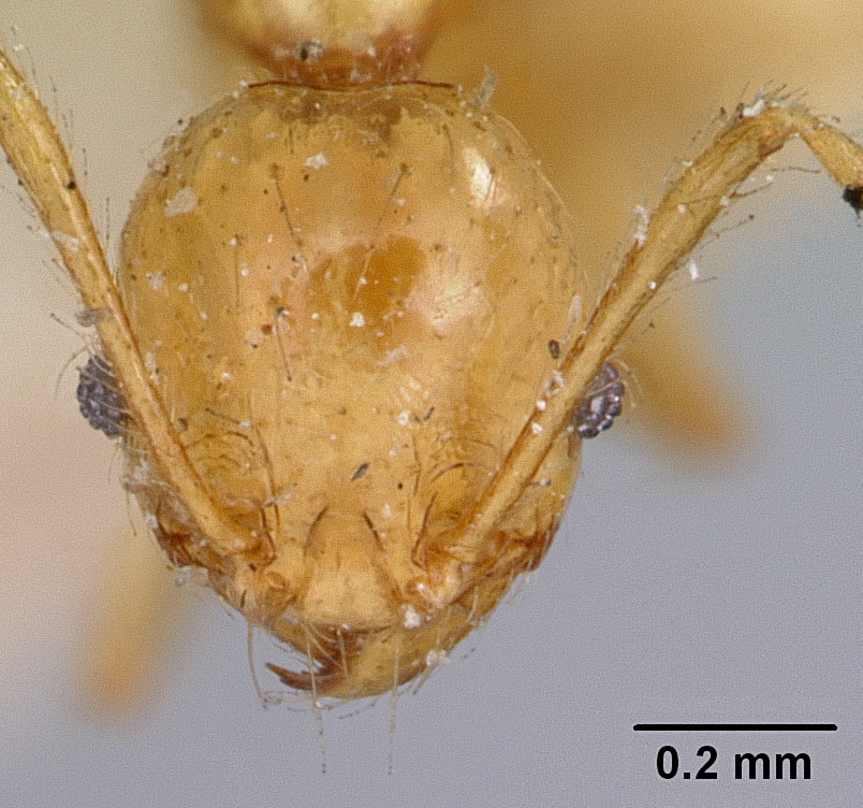